# P.F. Lunde
Peter Frederik Lunde (3. maj 1803 i København – 21. september 1893) var en dansk industridrivende og politiker.
Lunde var søn af Niels Larsen Lunde, der havde været kolonibestyrer i Grønland og Frederica Dorthea f. Svenstrup. Begge forældrene døde inden sønnens 6. år; han blev derfor sat i pleje og kom 1816 ind paa den da just oprettede Artilleriunderofficersskole, fra hvilken han året efter, kun 14 år gammel, blev dimitteret. Han gjorde nu underofficers tjeneste i 12 år, men tog så sin afsked. Han ville videre, end han kunne nå ad den vej. I 6 år havde han fulgt H.C. Ørsteds, William Christopher Zeises og J.G. Forchhammers forelæsninger, og Ørsted hjalp ham til et lån fra Den Reiersenske Fond, således at han 1829 kunne oprette et jernstøberi, der yderligere støttedes ved en lille medgift, som hans hustru bragte ham. 1830 ægtede han Frederikke Louise Dahl, f. Poulsen (31. oktober 1792 – 30. juli 1869), der var enke efter brændevinsbrænder N.S. Dahl. 1832 købte han egen grund til sit jernstøberi og arbejdede sig nu frem til en anset stilling. I konkurrence med det officielle Frederiksværk nåede han derfor også at komme i betragtning, da han i 1837 ansøgte om at levere granater til artilleriet, og allerede ved sin prøvestøbning kom han herved til væsentlig at gavne udviklingen af dette hans gamle våbens projektiler.
Han tilhørte datidens frisindede opposition. 1835 var han medstifter af Læseforeningen, 1838 af Industriforeningen, 1840 blev han borgerrepræsentant og stændersuppleant, hvad der førte til, at han mødte i Roskilde stænder 1846 og 1848. 1840 var han også medindbyder til den store skattebevillingspetition og 1841 til den Lehmannske subskription. Da det frisindede parti delte sig i et nationalliberalt og et demokratisk parti, hørte Lunde dog afgjort til det sidste, hvad han tydelig viste i 1848, da han var formand for Haandværkerdannelses-Foreningen, formand for Hippodrommøderne og udgav det lille skrift Forslag til Forbedring i de arbejdende Klassers Kaar. Som bekendt bar hans parti dog ikke sejren hjem. Da Lunde stillede sig til Den grundlovgivende Rigsforsamling, blev han slået af den astronomiske professor Peter Pedersen. Først året efter (1849) blev han i Nyboder valgt til Rigsdagens Folketing. Men på den tid begyndte hans økonomiske stilling at blive mindre sikker. Han søgte ikke genvalg i 1852, og allerede i 1851 havde han trukket sig tilbage fra Borgerrepræsentationen.
Lunde var den første danske jernstøber, der anvendte dampkraft; han byggede selv en lille 6 hestes dampmaskine. I Københavns Vandkommission (1842-51) gennemførte han trods modstand ikke få fornuftige bestemmelser, og hans praktiske duelighed viste sig også i de prøvestøbninger, han udførte for artilleriet. Men i stedet for at hjælpe ham frem blev disse støbninger efter hans egen Fremstilling i ikke ringe grad ødelæggende for ham. De store bestillinger, han sikkert havde påregnet og derfor med ganske store udgifter forberedt sig paa, blev ham kun delvis til del, og da han som ufyldestgjort leverandør til Sorthat Kulværk på Bornholm i alt for stor godmodighed lod sig gjøre til medejer af dette uheldige værk (1852), blev hans stilling endnu slettere. I krisen 1857 måtte han opgive sit bo. Da han på kulværket var kommet ind på teglbrænding, ja herved blevet den første fremstiller af kontinuerlige teglovne (ringovne), søgte han at holde sig oppe ved et teglværk på Frederiksberg, men det mislykkedes, og 1864 drog han da til England.
Derovre syslede han bl.a. med et spareapparat til benyttelse ved tilberedning af te. Han fik patent på det i 1865, men da han 1869 kom her tilbage, søgte han forgæves at samle midler til at få det frem. Tvunget af nøden bragte han da sit, en menneskealder gamle forhold til artilleriet for regering og Rigsdag og opnåede, at der fra 1870 ydedes ham en årlig understøttelse på 1000 kr. Hvad han således i sit 67. år fik for den mod ham, efter hans mening, tidligere begåede uret, tilfredsstillede ham dog ikke ganske, det var kun «en Arbejders knappe Dagløn», og han var jo talsmand for, at enhver arbejder, mand som kvinde, fra sit 30. år skulle have en voksende livrente.
Allerede i stænderforsamlingerne (1846) udtalte han sig om faren i, at en økonomisk kløft delte samfundet i 2 fjendtlige lejre. Det kom frem i hans kamp for en forbedring af underofficerernes
stilling, den han af egen erfaring kendte så godt. Og i sit ovennævnte skrift fra 1848 kom han tilbage hertil. Fra flere end én side forkætredes hans bestræbelser stærkt, men de vakte også
påskønnende følelser. Af sine vælgere i Nyboder fik han nytårsmorgen 1850 en sølvpokal. Han ville løfte arbejderen ved at give ham håb på fremtiden, og som formand i «Foreningen for Arbejdsklassens Vel», der kan betegnes som Haandværkerdannelses-Foreningens efterfølger, fremsatte han en plan til en pensionskasse for arbejderstanden. Hvad han ville, kom endnu mere tydeligt frem efter hans tilbagekomst fra England. 1872 udgav han skriftet: Kun i Ordningen af Arbejderforholdene er der Frelse for Samfundet, og straks efter indbød han til oprettelsen af «Almindelig dansk Velfærdsforening», der kom i stand, væsentlig som en landarbejderforening, navnlig med tilslutning i Holbæk og Maribo Amter. Som formand i den kæmpede han ihærdigt både mod regering og Rigsdag og socialisterne for sin ovenfor antydede livrenteplan. Hvad der for ham var det mislige, var, at en arbejder så godt som straks nåede sin højeste løn, medens han som gammel stod uden de nødvendige subsistensmidler. Til gavn for udviklingen af arbejdernes hjem burde der rådes bod herpå. Det talte han for, og det skrev han for i foreningens organ, Arbejderbladet, og da det og foreningen ophørte (1883), vedblev den flittige gamle mand at skrive herom.
I 1888 udgav han sit levnedsløb som bevis for «Statens og Magthavernes Uretfærdighed
mod Arbejderne i Almindelighed og mod en af Staten -- i det store -- særlig fortjent Arbejdsgiver». Han kalder sig her «for Tiden kun en forarmet Ridder af Dannebrog»; umiddelbart før havde han ved Industriforeningens 50-årige Jubilæum ligesom den anden af dens da endnu levende stiftere, hofguldsmed J.B. Dalhoff, fået Ridderkorset. I sit sidste skrift, Forslag til Arbejderreformens Løsning i Overensstemmelse med Menneskets Bestemmelse paa Jorden (1891), henviser han til støtte for sin livrenteplan til «den rette Forstaaelse af Jesu Lære». 1893 døde han. Hans ivrige virksomhed står som ganske resultatløs, men han så ogsaa helt ideelt på forholdene. Han ville ikke skade overklassen, men kun gavne underklassen.